# 總統航空
總統航空是柬埔寨的一家航空公司。總部在金邊，它有國內服務和國際線定期航線，主要樞紐是暹粒-吳哥國際機場。

## 航點
- 曼谷
- 金邊
- 暹粒市
- 腊塔纳基里省

## 機隊
- 1架An-24RV

## 外部連結
- 總統航空 （页面存档备份，存于）